# Francis Cadell

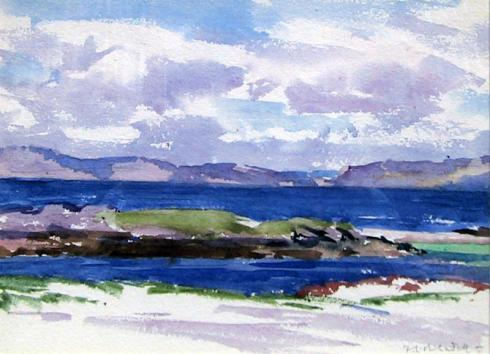
Francis Cadell, Iona (acuarela).

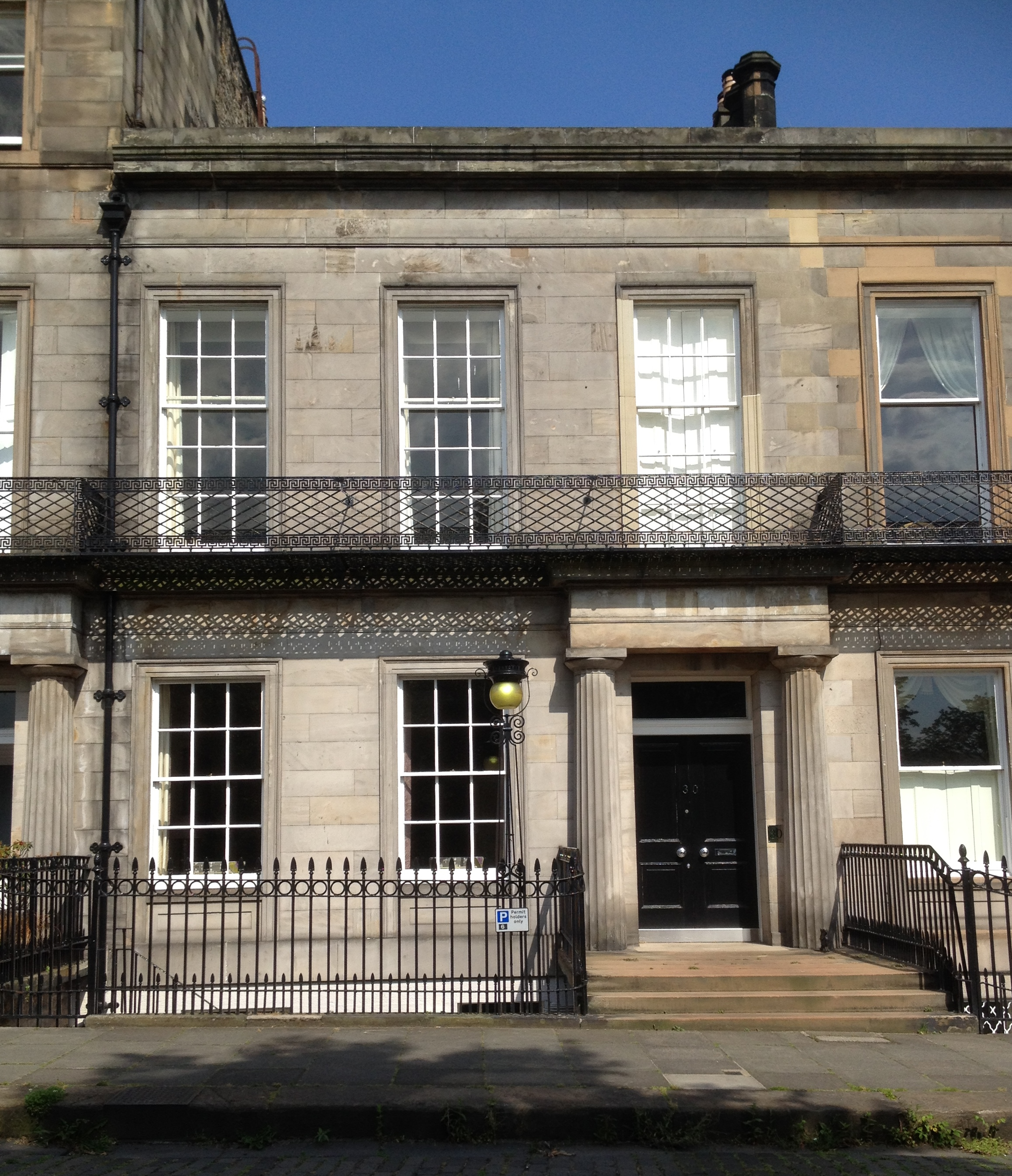
La casa de Cadell entre 1932 y 1935, en el n.º 30 de Regent Terrace, Edimburgo

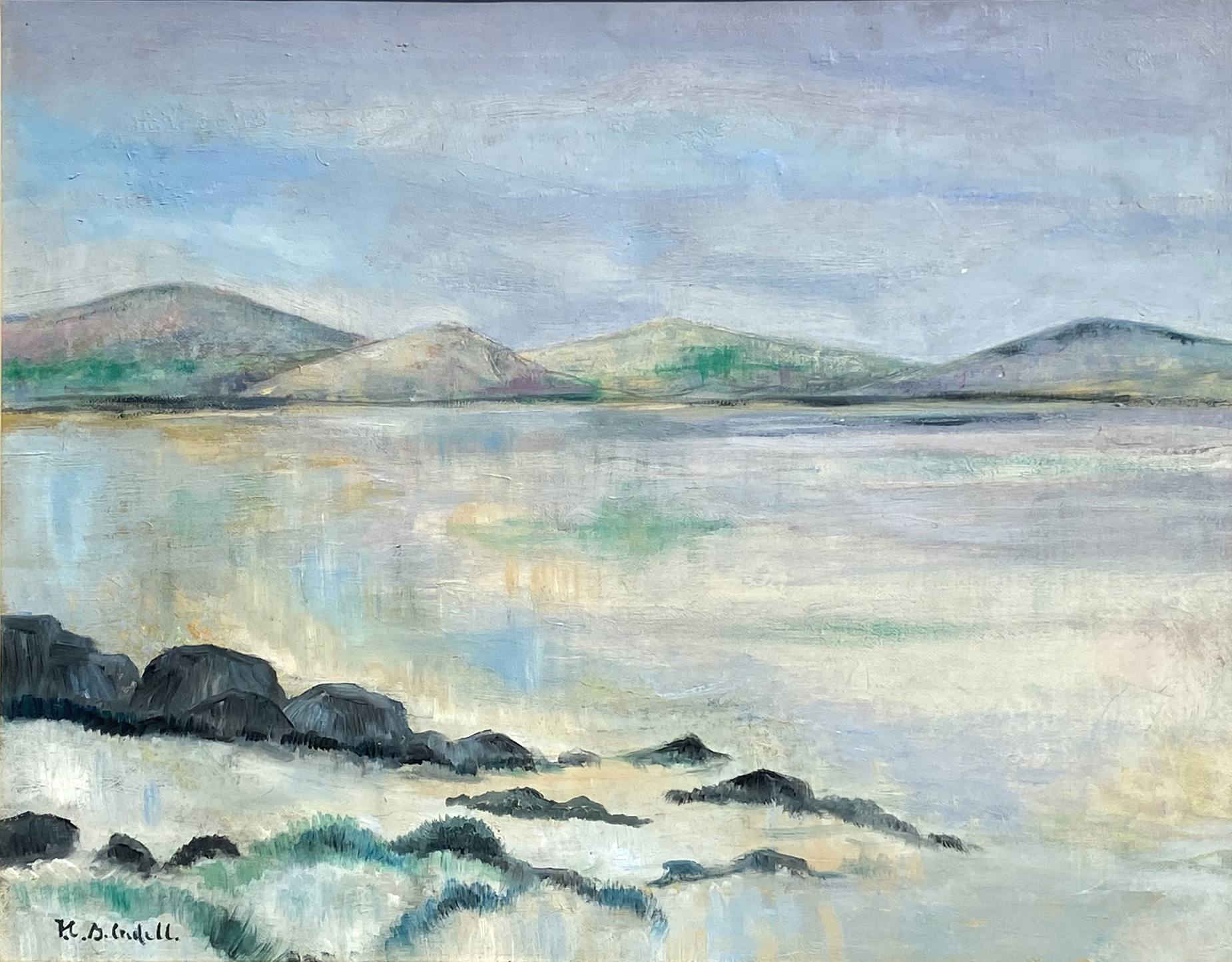
Francis Cadell, Paisaje Iona, 1930

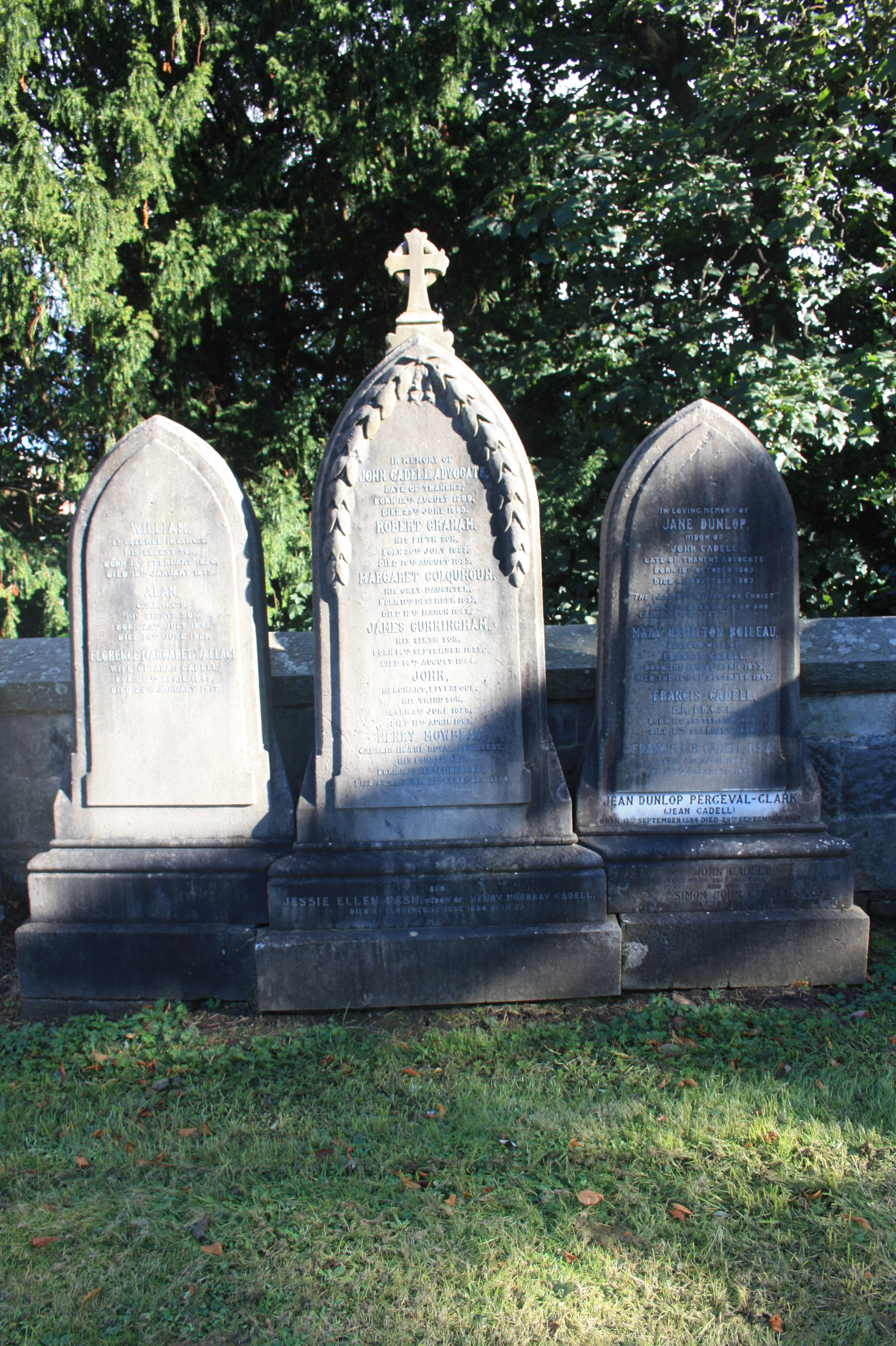
Tumba de Francis Cadell en el Cementerio de Dean (Edimburgo).

Francis Campbell Boileau Cadell (Edimburgo, 12 de abril de 1883-6 de diciembre de 1937) fue un pintor británico, famoso por sus retratos, sus pinturas de interiores de la Ciudad Nueva (New Town) de su Edimburgo natal y sus paisajes de la isla de Iona.

## Biografía
Nació en el seno de una familia acomodada. Su padre era un rico cirujano, miembro del Real Colegio de Cirujanos de Edimburgo, el doctor Francis Cadell (1844-1909), quien en sus ratos libres también era pintor aficionado; su madre, Mary Hamilton Boileau (1853-1907), pertenecía a la alta sociedad y tenía ascendencia francesa. La casa familiar estaba en el número 22 de la plaza Ainslie, en el selecto barrio de Moray Estate. Asistió a clase en el colegio privado Edinburgh Academy. Su hermana Jean Cadell llegó a ser una popular actriz.
A los 16 años se trasladó a Francia. En París estudió en la Academia Julian, donde conoció la vanguardia artística del momento. Recibió la influencia del fauvismo y especialmente de Matisse. De vuelta al Reino Unido, expuso regularmente en Edinburgo, Glasgow y Londres.
Cadell era zurdo y, por tanto, pintaba con la mano izquierda. En sus tiempos de estudiante, el presidente de la Real Academia Escocesa trató de corregirle alegando que Ningún artista, jamás, llegó a ser grande haciendo eso. Cadell replicó al instante: Señor, ¿y Miguel Ángel no fue grande pintando con la mano izquierda? El presidente calló y abandonó la sala en silencio. Un condiscípulo le preguntó a Cadell cómo sabía que Miguel Ángel era zurdo, y Cadell confesó que se lo había inventado, pero que el presidente tampoco lo sabía.
Cadell pasó casi toda su vida adulta en Escocia y tuvo poco contacto con las nuevas ideas artísticas que triunfaban en el extranjero. Tendía a plasmar en sus obras en óleos y acuarelas asuntos que sentía cercanos, como paisajes, los elegantes interiores de las casas señoriales de Edimburgo, bodegones... Fue especialmente célebra por sus retratos femeninos, de damas pintadas con técnica impresionista y vibrante colorido. Amaba el paisaje de la isla de Iona, que visitó por primera vez en 1912 y que pintó recurrentemente, hasta convertirse en uno de sus temas más reconocibles. En la década de 1920 pasó varios veranos con el también pintor escocés Samuel Peploe, con el que recorrió la isla Iona para realizar cuadros. Su trato con él y su estrecha relación con el arquitecto Reginald Fairlie, además de otros detalles de su vida, hacen que los estudiosos consideren que Cadell era homosexual. Tras la muerte de su amigo íntimo (y posible amante) Ivor Campbell en la Segunda Guerra Mundial, Cadell se alistó en el ejército y sirvió en los regimientos Argyll and Sutherland Highlanders (Princess Louise's) y en el n.º 9 de los Royal Scots.
Entre 1920 y 1932, Cadell vivió en la plaza Ainslie de Edimburgo. Durante este tiempo, trabó amistad con Reginald Fairlie, quien residía en el n.º 7 de la misma plaza, y cuya relación perduraría siempre.
De 1932 a 1935 resició en el n.º 30 de Regent Terrace. Cada vez tenía mayores dificultades para vender sus pinturas por la situación de crisis económica, por lo que sus ingresos se resintieron (algunas fuentes hablan de que llegó a estar en situación de pobreza,. pero tal afirmación es por completo inexacta, como lo demuestran las mansiones en las que siempre habitó: pertenecía a una familia adinerada que lo mantuvo y socorrió siempre. Cadell se trasladó finalmente al n.º 4 de  Warriston Crescent. En 1932, Cadell sufrió un robo violento y en 1935 tuvo graves heridas al caer de un tranvía. Murió de cáncer el 6 de diciembre de 1937, en su casa de Warriston Crescent. Fue enterrado en el Cementerio de Dean, en la zona lindante al muro meridional, en el cementerio principal, donde reposa también el resto de su familia.
Los derechos de las obras de Cadell están representados por la Portland Gallery, Londres. En 2009 se llegó a pagar 500.000 libras por dos obras suyas.

## Exposiciones póstumas
La Galería Nacional de Escocia le dedicó una exposición en 1942. Entre octubre de 2011 y marzo de 2012 la Galería Nacional de Arte Moderno de Escocia le dedicó una exposición retrospectiva.

## Enlaces externos

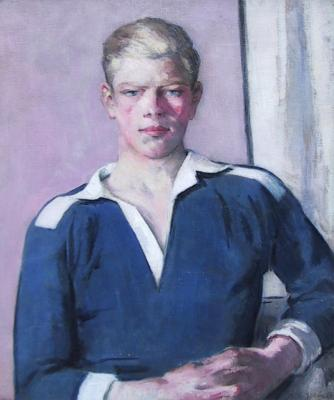
Francis Cadell, El jugador de rugby.